# Schwarzes Trikot

Schwarzes Trikot

Das Schwarze Trikot oder Maglia Nera wurde zwischen 1946 und 1951 symbolisch an denjenigen Radrennfahrer vergeben, der beim Giro d’Italia in der Gesamtwertung nach Beendigung aller Etappen den letzten Platz belegte. Die Vergabe des „Schwarzen Trikots“ war mit Geldprämien verbunden.
Das „Schwarze Trikot“ bot Fahrern, die nicht stark genug waren, um Etappensiege oder die Gesamtwertung zu fahren, die Möglichkeit, die Aufmerksamkeit auf sich zu lenken.
1948 ging das Trikot an Aldo Bini, der den Giro trotz eines gebrochenen Handgelenks zu Ende fuhr, in den Bergen oft absteigen und sein Rad schieben musste. Letzter Trikotträger war Giovanni Pinarello, Begründer der bekannten Fahrradmarke.
Legendär sind die „Kämpfe“ zwischen Sante Carollo und Luigi Malabrocca um das Trikot beim Giro d’Italia 1949, wobei es heißt, dass Malabrocca sich wegen des Geldes bemühte, der Letzte zu sein, während Carollo wirklich schlecht war. Malabrocca versuchte, möglichst viel Zeit dadurch zu verlieren, indem er sich in Bars, Scheunen oder hinter Hecken versteckte. Er soll sogar sein eigenes Rad sabotiert haben. 1952 schaffte es Malabrocca, auf diese Weise die 40 Kilometer zwischen Novara und Mailand in 3 Stunden und 15 Minuten zurückzulegen, was einer Durchschnittsgeschwindigkeit von etwa 12 km/h entspricht. Daraufhin wurde das „Schwarze Trikot“ noch während der Rundfahrt abgeschafft.
2008 wurde beim Giro eine „schwarze Nummer“ vergeben, die der deutsche Fahrer Markus Eichler vom Team Milram errang.
2006 wurde in Italien das Ein-Personen-Theaterstück „La Maglia Nera“ von und mit Matteo Caccia uraufgeführt, das auch die Rivalität zwischen Carollo und Malabrocca thematisiert. Seit 2015 veranstaltet die Firma Pinarello einen aus mehreren Jedermannrennen bestehenden Grand Prix Maglia Nera.
Auch wenn das Trikot im Rennen nicht mehr verliehen wird, kann es im Fanshop des Giro im jeweils zeitgenössischen Style, d. h. in Anlehnung an die anderen Wertungstrikots, erworben werden.

## Träger des „Schwarzen Trikots“
- 1946  Luigi Malabrocca
- 1947  Luigi Malabrocca
- 1948  Aldo Bini
- 1949  Sante Carollo
- 1950  Mario Gestri
- 1951  Giovanni Pinarello